# Elezioni europee del 2004 in Belgio
Le elezioni europee del 2004 in Belgio si sono tenute il 13 giugno.

## Risultati
| Liste  | Liste                                     | Gruppo    | Circoscrizione            | Voti      | %     | Seggi |
| ------ | ----------------------------------------- | --------- | ------------------------- | --------- | ----- | ----- |
|        | Cristiano-Democratici e Fiamminghi        | PPE-DE    | Fiamminga                 | 1.131.119 | 17,43 | 3     |
|        | Nuova Alleanza Fiamminga                  | PPE-DE    | Fiamminga                 | 1.131.119 | 17,43 | 1     |
|        | Vlaams Belang                             | NI        | Fiamminga                 | 930.731   | 14,34 | 3     |
|        | Liberali e Democratici Fiamminghi         | ALDE      | Fiamminga                 | 880.279   | 13,56 | 3     |
|        | Partito Socialista                        | PSE       | Vallone                   | 878.577   | 13,54 | 4     |
|        | Partito Socialista Differente             | PSE       | Fiamminga                 | 716.317   | 11,04 | 3     |
|        | Movimento Riformatore                     | ALDE      | Vallone                   | 671.422   | 10,35 | 3     |
|        | Centro Democratico Umanista               | PPE-DE    | Vallone                   | 368.753   | 5,68  | 1     |
|        | Verdi                                     | Verdi/ALE | Fiamminga                 | 320.874   | 4,94  | 1     |
|        | Ecolo                                     | Verdi/ALE | Vallone/Tedesca           | 243.567   | 3,75  | 1     |
|        | Fronte Nazionale                          | -         | Vallone                   | 181.351   | 2,79  | -     |
|        | Fronte Nuovo del Belgio (FNB)             | -         | Vallone                   | 26.775    | 0,41  | -     |
|        | Partito del Lavoro del Belgio (fiammingo) | -         | Fiamminga                 | 24.807    | 0,38  | -     |
|        | Rassemblement Wallonie France (RWF)       | -         | Vallone                   | 23.090    | 0,36  | -     |
|        | Chrétiens démocrates fédéraux             | -         | Vallone                   | 19.718    | 0,30  | -     |
|        | Partito del Lavoro del Belgio (vallone)   | -         | Vallone                   | 19.645    | 0,30  | -     |
|        | Partito Cristiano Sociale                 | PPE-DE    | Tedesca                   | 15.722    | 0,24  | 1     |
|        | Altri <15.000 voti                        | -         | Fiamminga/Vallone/Tedesca | 37.244    | 0,57  | -     |
| Totale | Totale                                    | Totale    | Totale                    | 6.489.991 |       | 24    |

- Ecolo ha ottenuto 239.687 voti nella circoscrizione vallone, 3.880 nella circoscrizione tedesca.